# Mistrovství světa v atletice 2009 – Muži 800 metrů
 Běh na 800 metrů mužů na mistrovství světa v atletice 2009 se uskutečnil 20., 21., a 23. srpna. Ve finálovém běhu zvítězil jihoafrický běžec Mbulaeni Mulaudzi. Celkem do rozběhů nastoupilo 51 běžců.

## Výsledky finálového běhu
| *                | jméno              | čas       |
| ---------------- | ------------------ | --------- |
| Zlatá medaile    | Mbulaeni Mulaudzi  | 1:45,29 s |
| Stříbrná medaile | Alfred Kirwa Yego  | 1:45,35 s |
| Bronzová medaile | Yusuf Saad Kamel   | 1:45,35 s |
| 4                | Jurij Borzakovskij | 1:45,57 s |
| 5                | Amine Laâlou       | 1:45,66 s |
| 6                | Nick Symmonds      | 1:45,71 s |
| 7                | Bram Som           | 1:45,86 s |
| 8                | Marcin Lewandowski | 1:46,17 s |
| 9                | Jackson Kivuva     | 1:46,39 s |
| 10               | Yeimer López       | 1:47,80 s |